# Leszczyny (stacja kolejowa)
Leszczyny – stacja kolejowa w Leszczynach, dzielnicy miasta Czerwionka-Leszczyny, w województwie śląskim, w Polsce. Główną linią kolejową w Leszczynach jest linia nr 140 z Katowic do Nędzy, która przechodzi tutaj z linii jednotorowej (kierunek Czerwionka) na dwutorową (kierunek Rybnik). Stację obsługują Koleje Śląskie.

## Ruch pasażerski
| Rok  | Wymiana pasażerska na dobę |
| ---- | -------------------------- |
| 2017 | 200–299                    |
| 2022 | 300–499                    |

Niegdyś była to stacja węzłowa, gdyż zatrzymywały się tutaj pociągi relacji Rybnik – Zabrze Makoszowy przez Knurów. Obecnie linia ta wykorzystywana jest tylko przez pociągi towarowe oraz pociąg Kolei Śląskich z Gliwic do Wisły Głębce.
Stacja posiada 6 torów głównych, z których dwa znajdują się przy dwukrawędziowym peronie wyspowym. Jest to jedyny peron, wykorzystywany głównie w celach obsługi pociągów pasażerskich. Pozostałe tory eksploatują zwykle składy towarowe. Ruch pociągów prowadzony jest przez nastawnie "Lsz" i "Lsz1”, które zlokalizowane są na krańcach stacji.

## Ruch Pociągów
Na stacji zatrzymują się pociągi relacji S7 Katowice – Racibórz, S71 Katowice – Bohumin oraz S76 Gliwice – Wisła Głębce obsługiwane przez Koleje Śląskie.

## Skomunikowanie
W pobliżu stacji znajduje się przystanek autobusowy „Leszczyny Broniewskiego” obsługiwany przez ZTM, MZK Jastrzębie oraz ZTZ Rybnik.

## Marsz Śmierci (1945)
Przed stacją w Leszczynach znajduje się pomnik ofiar, które zginęły w czasie ewakuacji obozu w Oświęcimiu. W okolicy stacji rozstrzelanych zostało 447 więźniów.